# Emma (モデル)
emma （えま、1994年4月1日 - ）女優。北海道旭川市出身。文化服装学院卒業。スターダストプロモーション所属。

## 来歴
父親はイギリス人、母親は日本人。実家は有機野菜ファーム。父親はもともと母国で弁護士をしていたが、日本旅行中に母親と出会ったことを機に北海道に移住して農場を開いた。
旭川藤女子高等学校卒業後に上京。文化服装学院在学中に読者モデルの仕事を始め、アルバイト先の服屋で芸能事務所にスカウトされる。2013年、雑誌『装苑』1月号で表紙を飾り、プロモデルとしてデビュー。2014年に入ると、雑誌『NYLON JAPAN』2月号の表紙を飾った他、同号の「NEXT IT MODELS 100」にも選出され、業界内外での注目度が更にアップする。以後も、『装苑』、『NYLON JAPAN』を始め、『haco』、『JILLE』など、数多くのファッション雑誌で表紙を飾る。
同年8月には、『ViVi』の専属モデルに加入することが発表され、10月号から誌面に登場。かつてはローラ・長谷川潤・水原希子などを輩出し、現在もトリンドル玲奈・マギーら人気モデルを擁する同誌で、新人では異例の9つの企画に登場するなど、全国的な注目を集める。彼女について同誌編集部は、「（表情やポーズなど）勘所がすごく良く、服の着せがいがあるモデル。スタッフの間でも人気が高く、今後の大活躍が期待される」と絶賛している。
ファッションショーでも、「東京ガールズコレクション」、「ガールズアワード」、「agnès b. 来日コレクション」、「Hiromichinakano 2014－2015Autumn／Winter」、「Jenny Fax 2014 S／S」などの数多くのイベントに参加している。
2020年1月から、ロンドン発のコスメブランド『リンメル』のブランドミューズに起用された。
2022年6月、専門学校時代からの友人であるスタイリスト中村璃乃を誘い、アパレルブランド『ER』を立ち上げた。

## 人物
- 3人兄妹の末っ子で、2人の兄がいる。
- 趣味は、食べること、料理
- 特技は、ダンス、スキー
- ミクスチャーだが英語は話せない
- 同じ事務所の小松菜奈と親しく[6]、コラボ写真集『えまなな』を発表している[7]。

## 出演

### ファッションショー
- 東京ガールズコレクション
- ガールズアワード
- Hiromichinakano 2014－2015Autumn／Winter
- Jenny Fax 2014 S／S
- KOBE COLLECTION
- KANSAI COLLECTION
- 札幌コレクション

### テレビ番組
- A-Studio（TBS、2017年3月31日 - 2018年3月30日）9代目サブMC[8]
- アメトーーク（テレビ朝日、不定期）- オブサーバー側のゲストとして出演しているが、「実家が農家芸人」（2018年7月8日放送）ではパネリスト側のゲストとして出演している
- いっとこ! みんテレ （北海道文化放送、2020年4月11日 -2021年3月）スペシャルリポーターとして不定期出演[9][3][4]

### ラジオ番組
- SONAR MUSIC （J-WAVE、2016年10月3日 - ）毎週月曜日担当のナビゲーターとして出演。

### CM
- キユーピー 「粗挽き黒こしょうドレッシング・バジルドレッシング「香るサラダ」篇」（2015年2月 - ）
- キリンビバレッジ「ボルヴィック プラスビタミン」（2015年7月 - ）
- 森永製菓「半熟ショコラ」（2015年9月 - ）
- リクルート「タウンワーク」（2018年1月 - 、松本人志〈ダウンタウン〉・岡崎体育と共演）

### PV
- KANA-BOON 「フルドライブ」(2014年)
- The fin. 「Night Time」(2016年)
- King Gnu 「あなたは蜃気楼」(2017年)

### 映画
- CAST:（2019年7月公開、ピラミッドフィルム） - ANNA 役（飯豊まりえ・佐藤千亜妃とトリプル主演）[10]
- 妖怪人間ベラ（2020年9月11日公開、DLE） - ベラ 役[11]

### イベント
- agnès b. 来日コレクション
- emma FAN MEETING –PINK!PINK!PARTY−
- ViViNight inTaipei（2019年11月16日、新光三越Legacy MAX）[12]

## 書籍

### 写真集
- emma（スタイルブック 2017年5月）
- HERE I AM（2025年4月）

### デジタル写真集
- えまなな 前編・後編 (別冊PROTO STAR) ※小松菜奈のコラボ写真集（2015年3月）

### 雑誌連載
- Zipper
- 装苑
- NYLON JAPAN
- haco
- メトロミニッツ
- JILLE
- BOB
- ocappa
- ViVi（2014年10月号 - ）専属モデル
- anan
- GINZA
- 25ans
- Soup.
- SHEL'TTER